# Paul Nahin
Paul J. Nahin (* 26. November 1940 in Berkeley, Kalifornien) ist ein US-amerikanischer populärwissenschaftlicher Sachbuchautor über Mathematik.
Nahin besuchte die Brea-Olinda High School in Brea und studierte Elektrotechnik an der Stanford University mit dem Bachelor-Abschluss 1962, am Caltech mit dem Master-Abschluss 1963 und wurde 1972 als Howard Hughes Doctoral Fellow an der University of California, Irvine promoviert. Dazwischen arbeitete er im Entwurf Digitaler Logik und als Radar-Ingenieur in der südkalifornischen Flugzeugindustrie. Er ist Professor Emeritus für Elektrotechnik an der University of New Hampshire. Ab 1971 begann er eine akademische Laufbahn und lehrte am Harvey Mudd College, an der Naval Postgraduate School und der University of New Hampshire und der University of Virginia. Dazwischen war er ein Jahr als Post-Doktorand am Naval Research Laboratory, anderthalb Jahre am Center of Naval Analyses und am Institute for Defense Analyses in Washington, D.C. als Analyst für Waffensysteme.
Nahin schrieb mehrere populärwissenschaftliche Bücher über Mathematik, die teilweise Bestseller wurden. Er hielt Vorträge in Colleges über Mathematik z. B. die Sampson Lecture 2011 am Bates College. Er schrieb auch über Zeitreisen, Science-Fiction und Religion, eine Biographie von Oliver Heaviside und Science-Fiction-Kurzgeschichten für die Zeitschriften Analog, Omni und Twilight Zone.

## Schriften
- Oliver Heaviside. The life, work, and times of an electrical genius of the Victorian age. IEEE Press, New York NY 1988, ISBN 0-87942-238-6.
- Time Machines. Time travel in Physics, Metaphysics and Science Fiction. American Institute of Physics (AIP), New York NY 1993, ISBN 1-56396-371-X (2. Auflage. Springer u. a., New York NY u. a. 1999, ISBN 0-387-98571-9), (Vorwort Kip Thorne).
- The science of radio. AIP Press, Woodbury NY 1996, ISBN 1-56396-347-7 (2. Auflage als: The science of radio. With MATLAB and Electronics Workbench demonstrations. ebenda 2001, ISBN 0-387-95150-4).
- An imaginary tale. The story of {\displaystyle {\sqrt {-1}}}. Princeton University Press, Princeton NJ 1998, ISBN 0-691-02795-1.
- Duelling idiots and other probability puzzlers. Princeton University Press, Princeton NJ 2000, ISBN 0-691-00979-1.
- When least is best. How mathematicians discovered many clever ways to make things as small (or as large) as possible. Princeton University Press, Princeton NJ u. a. 2004, ISBN 0-691-07078-4.
- Dr. Euler’s fabulous formula. Cures many mathematical ills. Princeton University Press, Princeton NJ u. a. 2006, ISBN 0-691-11822-1.
- Chases and escapes. The mathematics of pursuit and evasion. Princeton University Press, Princeton NJ u. a. 2007, ISBN 978-0-691-12514-5.
- Digital dice. Computational solutions to practical probability problems. Princeton University Press, Princeton NJ u. a. 2008, ISBN 978-0-691-12698-2.
- Mrs. Perkins’s electric quilt. And other intriguing stories of mathematical physics. Princeton University Press, Princeton NJ u. a. 2009, ISBN 978-0-691-13540-3.
- Number crunching. Taming unruly computational problems from mathematical physics to Science Fiction. Princeton University Press, Princeton NJ u. a. 2011, ISBN 978-0-691-14425-2.
- Will You Be Alive 10 Years from Now? And Numerous Other Curious Questions in Probability. Princeton University Press, Princeton NJ u. a. 2013, ISBN 978-0-691-15680-4.
- The logician and the engineer. How George Boole and Claude Shannon created the information age. Princeton University Press, Princeton NJ u. a. 2013, ISBN 978-0-691-15100-7.
- Holy sci-fi! Where science fiction and religion intersect. Springer, New York NY u. a. 2014, ISBN 978-1-4939-0617-8.
- Inside Interesting Integrals. Springer, New York NY u. a. 2015, ISBN 978-1-4939-1276-6.
- The Probability Integral. Its Origin, Its Importance, and Its Calculation. Springer, Cham 2023, ISBN 978-3-031-38415-8